# Toutainville
Toutainville – miejscowość i gmina we Francji, w regionie Normandia, w departamencie Eure.
Według danych na rok 1990 gminę zamieszkiwało 960 osób, a gęstość zaludnienia wynosiła 81 osób/km² (wśród 1421 gmin Górnej Normandii Toutainville plasuje się na 252. miejscu pod względem liczby ludności, natomiast pod względem powierzchni na miejscu 250.).